# Üvon
Üvon (hangul: 위원군, Üvon-kun, handzsa: 渭原郡, RR: Wiwŏn-kun, ’az Ü [folyó] forrása’) megye Észak-Koreában, Csagang (Chagang) tartományban.
1443-ban emelték megyei rangra.

## Földrajza
Északkeletről Sidzsung (Sijung) megye, északról Manpho (Manp'o) városa, északnyugatról az Amnok (Amrok) folyó, nyugatról Cshoszan (Ch'osan) megye, délnyugatról Kophung (Kop'ung), délkeletről Csoncshon (Chŏnch'ŏn), keletről Szonggan (Sŏnggan) megye és Kanggje (Kanggye) városa határolják.
Legmagasabb pontja az 1978 méter magas Szungdzsokszan (숭적산; 崇積山, Sungjŏksan).

## Közigazgatása
1 községből (up (ŭp)), 20 faluból (ri (ri)) és 2 munkásnegyedből (rodongdzsagu (rodongjagu)) áll:
| - Üvon-up (위원읍; 渭原邑, Wiwŏn-ŭp) - Rjanggang-rodongdzsagu (량강로동자구; 兩江勞動者區, Ryanggang-rodongjagu) - Rjongjon-rodongdzsagu (룡연로동자구; 龍淵勞動者區, Ryongyŏn-rodongjagu) - Kevon-ri (개원리; 開元里, Kaewŏn-ri) - Kobo-ri (고보리; 古堡里, Kobo-ri) - Koszong-ri (고성리; 古城里, Kosŏng-ri) - Kvangcshon-ri (광천리; 廣川里, Kwangch'ŏn-ri) - Kuam-ri (구암리; 鳩巖里, Kuam-ri) - Teja-ri (대야리; 大野里, Taeya-ri) - Togam-ri (덕암리; 㯖巖里, Togam-ri) - Tobong-ri (도봉리; 刀峯里, Tobong-ri) | - Rangmin-ri (락민리; 樂民里, Rakmin-ri) - Rjongthan-ri (룡탄리; 龍灘里, Ryongt'an-ri) - Puhung-ri (부흥리; 復興里, Puk-ri) - Szamnak-ri (삼락리; 三樂里, Samrak-ri) - Szongdzsin-ri (송진리; 松榛里, Songjin-ri) - Sinjon-ri (신연리; 新延里, Sinyŏn-ri) - Ogok-ri (어곡리; 漁谷里, Ŏgok-ri) - Csiszan-ri (지산리; 只山里, Chisan-ri) - Cshangphjong-ri (창평리; 倉坪里, Ch'angp'yŏng-ri) - Cshukpho-ri (축포리; 杻浦里, Ch'ukp'o-ri) - Hjangjang-ri (향양리; 向陽里, Hyangyang-ri) - Hvacshang-ri (화창리; 和昌里, Hwach'ang-ri) |

## Gazdaság
Üvon (Wiwŏn) megye gazdasága élelmiszeriparra, erdőgazdálkodásra, textiliparra és papírgyártásra épül.

## Oktatás
Üvon (Wiwŏn) megye ismeretlen számú iskolának ad otthont.

## Egészségügy
A megye saját kórházzal rendelkezik.

## Közlekedés
A megye közutakon Sinidzsu (Sinŭiju) és Kanggje (Kanggye) felől közelíthető meg.